# نائوم گابو

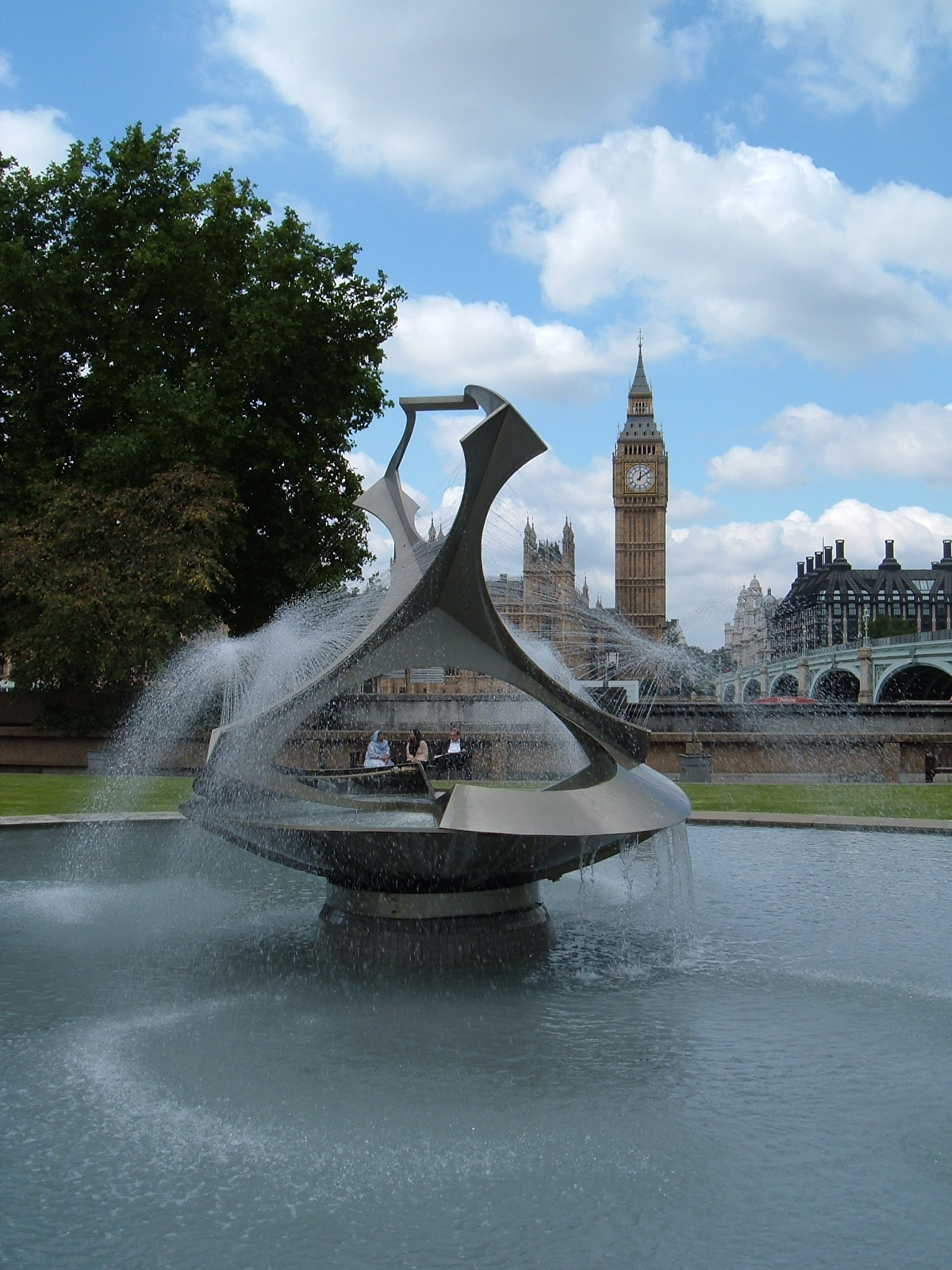
مجسمه جنبشی پیچش گردان/چشمه، اثر: نائوم گابو در بیمارستان سنت توماس، لندن، بریتانیا

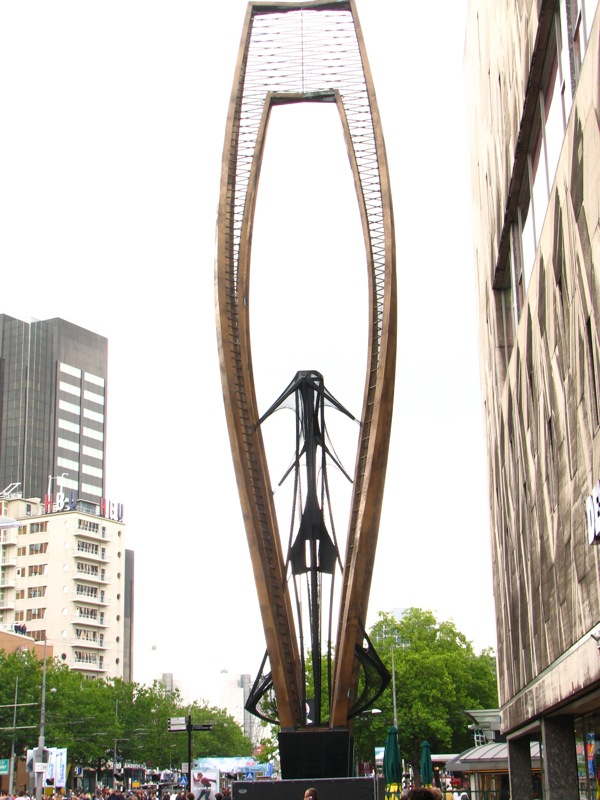
مجسمه‌های فلزی توسط نائوم گابو در روتردام، هلند

نائوم گابو (به انگلیسی: Naum Gabo؛ به عبری: נחום נחמיה פבזנר؛ ۵ اوت ۱۸۹۰ – ۲۳ اوت ۱۹۷۷) با نام اصلی نائوم نیمیا پفسنر (انگلیسی: Naum Neemia Pevsner) یک نقاش، مجسمه‌ساز و نظریه‌پرداز برجسته روسی در جنبش هنری ساخت‌گرایی بود که یکی از پیشگامان هنر جنبشی به‌شمار می‌رود. او اولین مجسمه متحرک را ابداع کرد.

## اوایل زندگی
گابو در یک خانواده یهودی با شش کودک در شهر بریانسک روسیه بزرگ شد. پدر او صاحب یک کارخانه بود. برادر بزرگتر او آنتوان پفسنر نیز مجسمه‌ساز و از هنرمندان شیوه ساخت‌گرایی بود؛ نائوم در سال ۱۹۱۷ نام خانوادگی‌اش را به گابو تغییر داد تا هویتی مستقل داشته باشد و با او اشتباه نشود. گابو علاوه بر زبان مادری خود به آلمانی و فرانسوی و انگلیسی نیز مسلط بود.
گابو بعد از مدرسه در کورسک، در سال ۱۹۱۰ وارد دانشگاه مونیخ شد نخست به تحصیل در رشته پزشکی و سپس علوم طبیعی و پس از آن به تاریخ هنر پرداخت و پای درس هاینریش ولفلین نشست. در سال ۱۹۱۲ گابو به یک مدرسه مهندسی در مونیخ رفت که در آنجا او هنر انتزاعی را کشف کرد و با واسیلی کاندینسکی ملاقات و در ۱۹۱۳–۱۴ با برادرش آنتوان (که نقاشی با جایگاه ثابت بود) در پاریس همراه شد. آموزش‌های مهندسی گابو کلید توسعه کار مجسمه‌سازی اوست که اغلب از عناصر ماشینی استفاده می‌کرد. در این زمان او برنده جوایزی از منتقدان هنری شد.

## ساخت‌گرایی
پس از وقوع جنگ گابو به کپنهاگ نقل مکان کرد و سپس در سال‌های ۱۷–۱۹۱۴ در اسلو نروژ زندگی می‌کرد و عقاید خود در ساخت‌گرایی را گسترش داد. او در آنجا با برادر بزرگتر خود الکسی اولین سازه را تحت نام نائوم گابو در سال ۱۹۱۵ ساخت. در سال‌های ۲۲–۱۹۱۷ به روسیه برگشت و درگیر در سیاست و هنر شد. او پنج سال را در مسکو با برادرش آنتوان گذراند.
او به همراه برادرش آنتوان پفسنر، زیبایی‌شناسی صنعتی ساختارگرای روسی را مورد بررسی قرار دادند. هر چند که آن‌ها از بسیاری تفکرات ساختارگرایان فاصله گرفتند و ایدئولوژی خود را تحت تأثیر تجربیات خود از زندگی در غرب شکل دادند. پیش‌بینی‌هایی که گابو در مورد مسیر آینده مجسمه‌سازی در نظر داشت، خود ویژگی‌های آثار منحصر به فرد و ساختارگرای وی را شکل داد.
گابو در سال ۱۹۱۰، در سن۲۰ سالگی برای تحصیلاتی علمی در مونیخ، روسیه را ترک گفت. علاقه وی به مجسمه‌های ساختاری -که شاید در مفاهیم مطالعاتی که وی در همین دوران انجام داده باشد ریشه دارد- بسیاری از آثار انتزاعی او به ویژه مدل‌های ریاضیات را به یاد می‌آورند. اثر «ستون» (برجی غیرموضوعی از پلاستیک شفاف)، یادآور ابزار علمی است. گابو این قطعه را همچنین، تجلی معمارانه تلاش‌های خود در انتشار عناصر مجسمه‌سازانه و معمارانه می‌دانست. ارتباط با ریاضیات، بعدها در بیانات شخصی گابو مبنی بر آنکه بسیاری از آثار او باید بر اساس نسبت‌های ریاضی برای ساخت نمونه‌های دیگر بزرگ شوند آشکار می‌شود. علاقه گابو به ساختار، همچنین در ملاقات‌هایی که با برادرش در پاریس داشت شدت گرفت. هنگامی که گابو در پاریس به سر می‌برد، با آثار کوبیسمها مواجه شد. شبکه‌های کوبیسمی که در آثار پابلو پیکاسو شکل گرفته بود و نیز در آثار براک و تلاش‌های ایشان در جهت خلق آثار ساختارگرا، گابو را در آن زمان متأثر ساخت. نخستین مجسمه‌های ساختارگرای وی، بیانی فیگوراتیو دارند و تأثیرات کوبیسم را نشان می‌دهند.

## نظریه هنری گابو
در سال ۱۹۲۰، دید مجسمه‌سازانه خود را در بیانیه واقع گرا توسعه می‌دهد که خود نیز آن را امضاء کرده‌است. بیانیه نشان دهنده شکافی است که بین جنبش مجسمه‌سازان ساختارگرا و سایر جنبش‌های مشابه، شکل گرفته‌است و نیز نشان دهنده آنچه را که گابو در مجسمه‌سازی آینده پیش‌بینی کرده بود. با آنکه نظریه پردازان ساختارگرایی مانند ولادیمیر تاتلین معتقد بودند که هنر باید در خدمت عقاید اجتماعی باشد؛ گابو معتقد بود که هنر باید کارکردی مستقل در جامعه داشته باشد و به عنوان ابزاری پراهمیت در ارتباط و تجارب انسانی مورد استفاده قرار گیرد. در بیانیه واقع گرا، گابو همچنین به نیاکان هنری اخیر خود یعنی کوبیستها و فوتوریستها رجوع می‌کند. گابو به این نکته هنری معتقد است که مجسمه‌سازی را از تکرار فرم گرایانه نجات خواهد داد و در اشاره به عناصر فرمی، گابو ارزش توصیفی خط را برمی‌شمرد و آن را در مقابل خطی که تنها جهت و ریتم را نشان می‌دهد برتری می‌بخشد. توده نیز از نظر او به عنوان مجسمه‌ساز، بیشتر به سوی استحاله در خط متمایل است و به صفحات متقاطع تبدیل می‌شود. گابو ضمناً بر اهمیت دو عنصر جدید در مجسمه‌سازی تأکید می‌ورزد. فضا و زمان؛ پیشنهادهای گابو برای تولید چنین عناصر غیرقابل لمسی، مسدود کردن یا تبدیل کردن اجزاء مجسمه به فضا و استفاده از ریتم‌های متحرک، برای عمده کردن زمان می‌باشد که وی در بیانیه رئالیستی آن را دنبال می‌کند. در سال ۱۹۲۰، او ساختار متحرک را که عبارت است از میله فلزی متحرکی که توسط موتور کنترل می‌شود ارائه می‌کند. خط نازک فلزی، در فضا حرکت می‌کند و در تداوم زمان قرار می‌گیرد. ساختارهای خطی او در فضا نیز، ورود فضا را به عنوان عنصری مجسمه‌سازانه نشان می‌دهند. شبکه نخ‌های نایلونی که به صفحات پلاستیک متصلند، فرم را می‌گشایند و توده مجسمه‌سازانه را با تمرکز بر حجم - از طریق استفاده گسترده از خط و همزمان با آن، بستنِ فضا- می‌کاهند. با مطرح کردن فضایی تهی به عنوان فضای مثبت، گابو باور داشت که می‌توان فضا را به «عنصری جسمانی و قابل لمس» تبدیل کرد.
گابو تلاش‌های خود را برای درگیر کردن فضای مجسمه‌سازانه، از طریق استفاده از فرم‌های در نوسان و محیطی، گسترش داد. در صحنه تئاتری که او برای باله «سرگئی دیاگیلف» با نام «لاچاته» طراحی کرد، با محصور کردن رقاصان و بازیگران، فضا را محدود و بازسازی کرد. بسیاری از ساختارهای کروی شکل گابو مانند «تم کروی نوع دوم» نیز، فضا را توسط حرکات مداوم بصری درگیر اثر می‌کند. گابو نه تنها عناصر جدید را در مجسمه‌سازی تجربه کرد بلکه به صورت مداوم، مواد سنتی را که رایج نبودند به کار گرفت.
گابو طی دهه ۱۹۲۰ آثاری با مقوا، پلاستیک، فلز و شیشه خلق کرد. وی در انگلستان، همچنین استفاده از الیاف نایلون را به همراه پلاستیک آغاز نمود. نایلون و پلکسی گلاس، هر دو به عناصر رایج آثار گابو در دهه بعد از آن تبدیل شد. گابو دائماً به آزمودن انواع اندازه‌ها و مقیاس‌ها می‌پرداخت. بعضی از آثار او، که خودش آن‌ها را مدل می‌نامید، نشان دهنده این فرایند مداوم تغیر و انتقال در آثار او هستند.
در سال ۱۹۴۶ گابو همراه با همسر و دخترش به ایالات متحده مهاجرت کرد. او نخست در وودبری اقامت کرد و بعد از آن در میدلبری کنتیکت زندگی کرد. پس از نقل مکان وی به آمریکا در سال ۱۹۴۶، سفارش‌های متعددی برای مکان‌های عمومی دریافت کرد که به وی مجال داد تا بناهای یادبود را نیز تجربه کند. مهم‌ترین مجسمه عمومی او «بیجنکورف» (Bigenkorf) است که برای ساختمان بیجنکورف در روتردام هلند ساخته شد. در این اثر، گابو مایل بود از بازسازی پس از جنگ شهر روتردام، تقدیر کند؛ فرم اثر خود را به درختی اتصال داد که شاخه‌های خود را در فضا گسترده بود؛ در حالی که با ثبات هر چه بیشتر در زمین ریشه داشت. ساختار «بیجنکورف»، بسیاری از دغدغه‌های مجسمه‌سازانه اخیر گابو را دنبال می‌کند. علی‌رغم هیئت عظیم آن، اثر کاهش وسیعی در توده را به نفع حجم خطی نشان می‌دهد. خطوط نایلونی پیشین، جای خود را به الیاف نازک فلز داده‌اند که فضای تهی را در مجسمه تداعی می‌کند.
در نگاهی به آثار نائوم گابو، خصلتی برجسته و مشخص در آثار ساختارگرای او نهفته‌است. گابو به وسیله آثار خود، برای دست‌یابی به شیوه‌ای ساختاری در مجسمه‌سازی، از حکاکی و مدلسازی اجتناب کرد و این امر را می‌توان به خوبی در آثار فیگوراتیو اولیه او و نیز در آثار انتزاعی بزرگی که بعدها ساخت، مشاهده کرد. مجسمه‌های ساختارگرای گابو، ترکیبی هستند از دل مشغولی‌های گوناگون؛ علاقه وی به ریاضیات، فرم‌های معمارانه و عناصر جدید فضا و زمان در مجسمه‌سازی، همگی بیانیه خاص وی در ساختارگرایی را شکل می‌دهند. مواد مجسمه‌سازی نامتعارفی که وی استفاده می‌کرد و شیوه ساختن آنها، تأثیری پایدار داشته‌است و بازتاب بصری آن را می‌توان در جنبش‌های بعدی چون مینی‌مالیسم مشاهده کرد.

## در گذشت
نائوم گابو در سال ۱۹۷۷ در سن ۸۷ سالگی در شهر واتربری در ایالت کنتیکت ایالات متحده آمریکا در گذشت.